# 付体碧
付体碧，重庆市丰都县十直镇秦榜沟村人，全国脱贫攻坚先进个人。

## 生平
付体碧是丰都县十直镇秦榜沟村村民。2004年，付体碧丈夫蒋仕文在打工时落下了残疾，全家经济困顿。2015年，在当地政府和驻村扶贫工作队的帮扶下，她奋发图强发展起肉牛养殖，全家也摆脱了贫困，她还将脱贫经验传授给村民，带领群众共同富裕。2020年，她进入重庆市脱贫攻坚先进事迹报告团。2021年荣获“感动重庆年度十大人物”。
因在脱贫攻坚战中作出突出贡献，2021年2月25日全国脱贫攻坚总结表彰大会上，付体碧被授予“全国脱贫攻坚先进个人”。